# Glavni regenti San Marina
Glavna regenta San Marina (tudi: kapitana regenta ali vladajoča kapitana) sta že tradicionalni kolektivni, dvočlanski vodja države v San Marinu. Danes imata predvsem protokolarno funkcijo in nimata posebnih pooblastil.
Glavna regenta sta izvoljena izmed 60 svetnikov Velikega splošnega sveta, ki je zakonodajni organ San Marina. Njun mandat traja 6 mesecev, od 1. aprila do 30. septembra oziroma od 1. oktobra do 31. marca. Po prenehanju mandata je možno ponovno imenovanje iste osebe, vendar ne prej kot po poteku treh let od prenehanja zadnjega mandata. Po eden imed glavnih regentov je izvoljen iz nasprotnih političnih blokov. Eden od njiju predstavlja glavno mesto San Marino ter kraj Borgo Maggiore (slednji leži neposredno pod mestom San Marino in ga z njim povezuje vzpenjača, vendar je formalno samostojno naselje), drugi pa ostali del države. Umestitev kapitanov regentov vsako leto 1. aprila in 1. oktobra je predvsem velik turistični praznik.
Koncept rotacije na mestu šefa države ni bil redkost med republikami zgodnjega novega veka. Podobno so v Dubrovniški republiki kneza izbirali vsak mesec. Prav tako ni redkost, da je šef države oziroma eden najvišjih državnih organov kolektivno sestavljen. Že v Rimski republiki sta na primer konzulat hkrati vršila dva konzula. Današnja ureditev predsedstva Bosne in Hercegovine združuje oba koncepta, saj ima predsedstvo kot kolektivni šef države tri člane, ki rotirajo na položaju predsednika predsedstva vsakih osem mesecev.
Giovanni Lonferini je funkcijo glavnega regenta San Marina opravljal od oktobra 2003 do marca 2004. Ob imenovanju je imel 27 let in je bil eden najmlajših izvoljenih šefov držav v Evropi v zadnjem času.